# 카바레 볼테르 (밴드)
카바레 볼테르(Cabaret Voltaire)는 1973년 잉글랜드 셰필드에서 스티븐 멀린더, 리처드 H. 커크와 크리스 왓슨이 결성한 음악 그룹이다. 다다이즘 문화의 형성에 기여한 취리히의 나이트클럽에서 이름을 딴 밴드는 가장 혁신적이고 영향력 있는 전자 음악 밴드 중 하나로 꼽힌다.
밴드의 초기 작업물은 DIY 전자 제품 및 테이프 레코더에 대한 실험 및 다다이즘의 영향을 받은 공연 예술로 이루어져 있었으며, 1970년대 중반으로 넘어가며 인더스트리얼 음악을 형성하는데 영향을 끼쳤다. 포스트펑크가 유행한 시기에는 실험적 감성을 댄스 스타일과 통합했다. 1981년 크리스 왓슨이 밴드를 떠난 후 멀린더와 커크는 1994년 해체 전까지 2인조로 밴드를 이어갔다. 커크는 2009년부터 2021년 사망하기 전까지 솔로 프로젝트로서 밴드에서 활동했다.

## 영향
뉴 오더의 리드 싱어이자 기타리스트인 버나드 섬너는 카바레 볼테르가 작곡에 끼친 영향을 설명하며 "기타 없이도 음악을 만들 수 있다"라는 개념을 이해하도록 도왔다고 말했다. 2012년, 트렌트 레즈너는 하우 투 디스트로이 에인절스의 데뷔 음반을 작업할 때 카바레 볼테르가 큰 영향을 끼쳤다고 언급했다. 디페쉬 모드의 마틴 고어는 카바레 볼테어를 가장 좋아하는 밴드로 꼽았다.

## 멤버
- 리처드 H. 커크 – 기타, 키보드, 클라리넷, 색소폰, 테이프, 샘플링, 드럼 머신, 시퀀서 프로그래밍 (1973–1994년, 2009–2021년. 2021년 사망)
- 스티븐 멀린더 – 보컬, 베이스, 키보드 (1973–1994년)
- 크리스 왓슨 – 키보드, 테이프 (1973–1981년)

## 디스코그래피
- Mix-Up (1979)
- Three Mantras (1980)
- The Voice of America (1980)
- Red Mecca (1981)
- 2x45 (1982)
- The Crackdown (1983)
- Micro-Phonies (1984)
- The Covenant, the Sword and the Arm of the Lord (1985)
- C O D E (1987)
- Groovy, Laidback and Nasty (1990)
- Body and Soul (1991)
- Colours (1991)
- Plasticity (1992)
- International Language (1993)
- The Conversation (1994)
- Shadow of Fear (2020)
- Dekadrone (2021)
- BN9Drone (2021)